# Distretto di Çavdır
Il distretto di Çavdır (in turco Çavdır ilçesi) è uno dei distretti della provincia di Burdur, in Turchia.